# 利率平价
利率平价（英語：Interest rate parity），亦稱利息率平价，指所有可自由兑换货币的预期回报率相等时，外汇市场所达到的均衡条件。所以在此假定条件下，套利将不会发生。這一現象在現實生活中因為違約、徵稅等因素而不完全成立。